# 下阿尔萨斯行政区

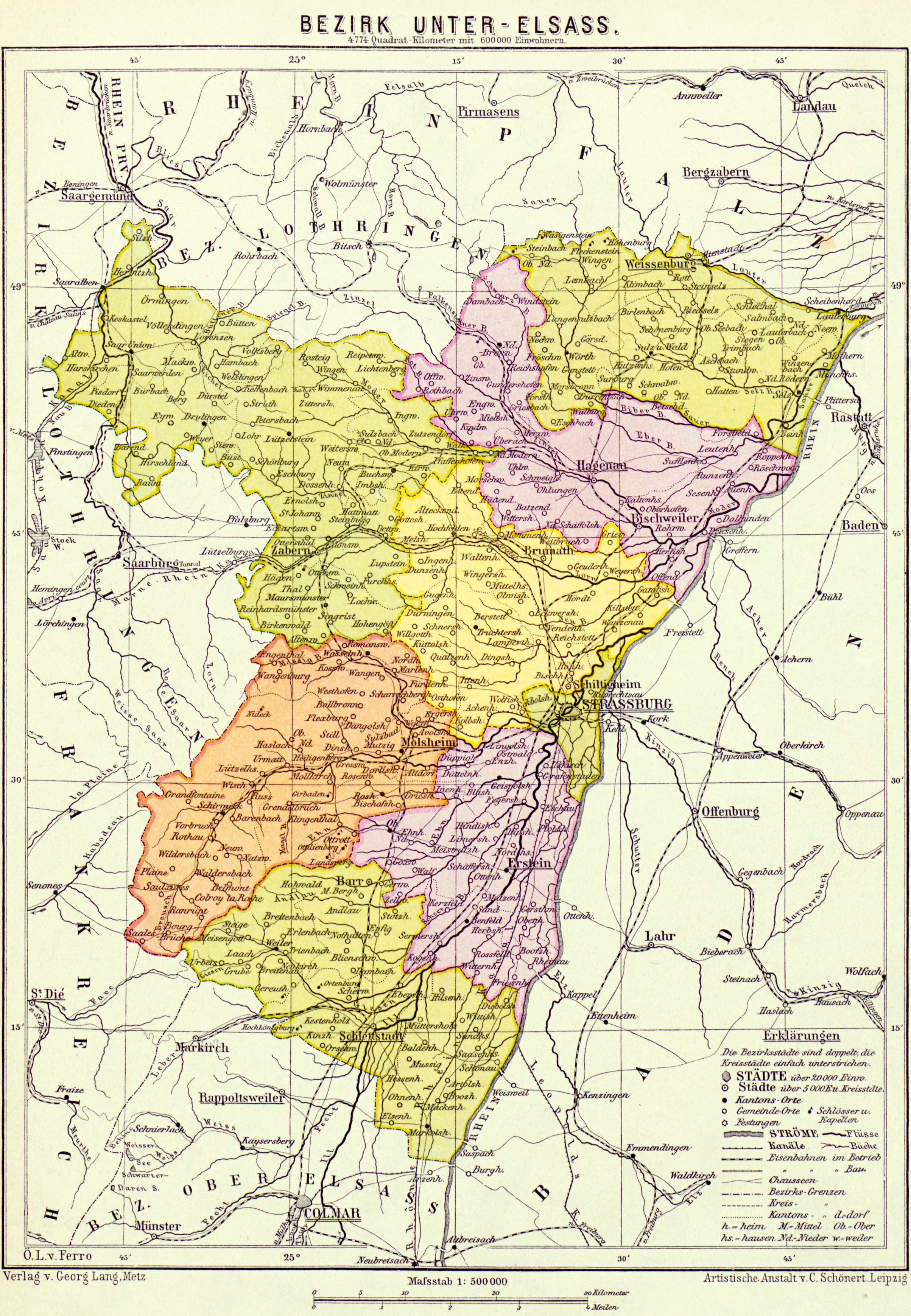
下阿尔萨斯行政区

下阿尔萨斯（德語：Bezirk Unterelsaß）是歷史上的阿尔萨斯地区的北部，這裡最初居住的是说德语阿勒曼尼方言的当地人。从1871年到1918年，下阿尔萨斯行政区是德意志帝国阿尔萨斯-洛林帝国领的行政区（Bezirk），它的首府和中心城市是斯特拉斯堡。